# Karl Ludwig Hencke
Karl Ludwig Hencke (Driesen, 8 aprile 1793 – Marienwerder, 25 settembre 1866) è stato un astronomo tedesco, a volte confuso con Johann Franz Encke, un altro astronomo tedesco.

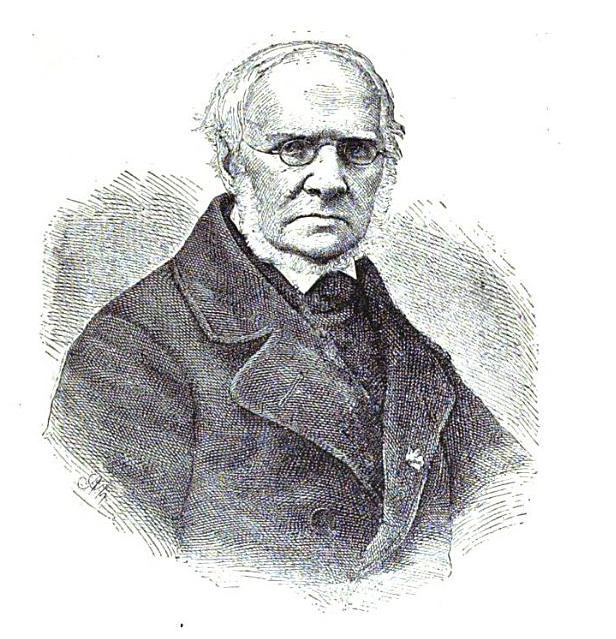
Karl Ludwig Hencke

Divenne famoso soprattutto per la scoperta di due asteroidi, e in particolare per il primo, 5 Astrea, scoperto nel 1845, trentotto anni dopo l'ultimo subito precedente, 4 Vesta.

## Biografia
Hencke era nato a Driesen, in Prussia (oggi Drezdenko in Polonia). Dopo aver frequentato le scuole nella città natale, entrò nel servizio postale prussiano. Nel 1813, si unì alle armate prussiane impegnate nella sesta coalizione, che combatterono le armate francesi guidate da Napoleone Bonaparte. Hencke fu ferito a Lützen. Rientrato a Driesen, riprese il suo lavoro presso l'ufficio postale dal 1817 al 1837, quando lasciò l'incarico per motivi di salute. Aveva allora 45 anni. Ricoprì allora l'incarico onorario di giudice cittadino.
Appassionato di astronomia, allestì un osservatorio presso la sua abitazione, acquistando un telescopio da Joseph von Fraunhofer nel 1821. Dopo il suo ritiro dall'ufficio postale, si dedicò pienamente all'attività astronomica, stabilendo contatti con Johann Franz Encke. Ricevette così delle mappe del cielo realizzate presso l'osservatorio di Berlino contenenti tutte le stelle fino alla 9 magnitudine entro 15° dall'equatore.
Iniziò quindi ad osservare sistematicamente una zona del cielo prossima alle orbite dei quattro asteroidi già scoperti, aggiornando le carte stellari in suo possesso ed aggiungedovi stelle di magnitudine inferiore, essendosi reso conto di quanto ciò fosse necessario per distinguere nuovi asteroidi. La sua ricerca fu coronata da un primo successo l'8 dicembre 1845 quando scoprì 5 Astraea come un oggetto della nona magnitudine, in prossimità di Vesta, allora nella costellazione del Toro. Hencke comunicò la scoperta a Johann Encke (a Berlino), cui chiese di scegliere il nome del nuovo pianeta, ed a Heinrich Schumacher (ad Altona), che subito ne diedero annuncio alla comunità scientifica affinché anche altri osservatori potessero partecipare alla fase di raccolta delle osservazioni necessarie a definire l'orbita.
Incoraggiato dal proprio successo, Henke riprese le osservazioni, concentrandosi nella porzione del cielo prossima all'equatore ed all'eclittica, individuando il 1º luglio 1847 un secondo oggetto poco meno luminoso della nona magnitudine. Henke comunicò la notizia certo che l'oggetto scoperto fosse un nuovo asteroide, avendo notato che il 3 luglio presentava un moto retrogrado apparente, ed invitando Carl Gauss a scegliere il nome. Il matematico optò per Ebe, dea della gioventù secondo la mitologia greca, da cui l'asteroide fu indicato 6 Hebe.
Sebbene Henke non scoprì altri asteroidi, tra il 1851 ed il 1860 individuò cinque stelle variabili; elaborò 439 carte stellari, custodite presso l'Accademia delle scienze di Berlino.

## Onorificenze
Henke ricevette una laurea honoris causa dall'università di Bonn nel 1847 e onorificenze da vari paesi europei.
L'asteroide 2005 Hencke è stato intitolato in suo onore.